# 膳所駅
膳所駅（ぜぜえき）は、滋賀県大津市馬場二丁目にある、西日本旅客鉄道（JR西日本）・日本貨物鉄道（JR貨物）東海道本線の駅である。「琵琶湖線」の愛称区間に含まれている。駅番号はJR-A28。
本稿では、同地にある京阪電気鉄道石山坂本線の京阪膳所駅（けいはんぜぜえき、駅番号はOT09）についても扱う。

## 歴史

### 国鉄→JR西日本
1880年（明治13年）に京都駅 - 大津駅（初代。後の浜大津駅）間全通とともに馬場駅（ばばえき）として開業した。滋賀県内では最古の駅である。全国で19番目に開業した。
京都駅 - 馬場駅間は両側とも25‰の急勾配が連続する区間であり、補助機関車解結のため付近に大津機関区を設置。東海道線全通時に急行列車が運転された際には牽引定数の関係上、馬場で食堂車を切り離す作業も行われていた。
駅開業時は琵琶湖東岸（湖東線）が未完成で、大津駅と長浜駅との間は琵琶湖の海上交通（太湖汽船）に依っていた。京都方面からの列車は、当駅でスイッチバックをし、湖畔の初代大津駅へと下っていった。馬場駅は日本最古のスイッチバック駅であり、当初は逢坂山の勾配を克服するためのものであったが、1889年（明治22年）に湖東線が完成した結果、大津市街を避けて建設されたことになり単純折り返し型であると見なされそう呼ばれることは少なく、日本最古のスイッチバック駅は松井田駅であるとされることが多い。東海道線全通後は本線の貨物支線として残された（後に旅客営業再開、大津線と命名）。大津線は1913年に京阪石山坂本線の前身となる大津電車軌道が開業した際に旅客営業をやめ、東海道本線に属する貨物支線（浜大津線）となった。同年に初代大津駅が浜大津駅に、当駅が大津駅（2代）に改称されたが、現在の大津駅（3代）が開業した際に馬場駅に戻され、貨物駅となった。
その後、1934年に旅客営業を再開する際に膳所駅に改められ、現在に至る。当駅の立地は旧膳所地区ではないが、前年4月に膳所町が大津市と合併した際の合併条件に従い、膳所の地名を残すために改称した。
浜大津線は京阪石山坂本線と共用しており、駅の下り方北側で現在の京阪石山坂本線に線路が繋がっていた。ただし、大津電気軌道と国鉄で軌間が異なるため三線軌条（湖側が三線、山側は通常の標準軌）となっていた。この連絡線を使用し、近江今津からの江若鉄道も乗り入れ、旅客営業していた（江若鉄道末期で2本/日）。そのため、江若鉄道車両が発着する小ホームもあったが、現存しない。浜大津線は1969年（昭和44年）に廃止された。京阪膳所駅の西側に当時の線路跡である坂が残っており、当時をしのばせている。

大津駅周辺の線路変遷 （別バージョン：低速版／簡略版）

逢坂山トンネル越えの急勾配は線路変更後も輸送上のネックとなり、貨物列車には梅小路（京都駅西側）より、膳所駅まで補助機関車が付き運転されていた。さらに太平洋戦争中には、輸送力アップのため、京都 - 当駅間の上り線のみを2線とする、3線化工事も行われている。1970年（昭和45年）には草津駅 - 京都駅間の複々線化工事が完成し、その際ホームを1面増設している。
1930年代に名古屋急行電鉄が計画された際、当駅付近に馬場駅が設置されることになっていた。

#### 年表
- 1880年（明治13年）7月15日：官設鉄道の大津（初代、後の浜大津駅）- 当駅 - 大谷間延伸時に馬場駅（初代）として開業[4]。旅客・貨物の取り扱いを開始[4]。
- 1889年（明治22年）7月1日：関ケ原 - 当駅間が開業し、新橋 - 神戸間が全通。大津 - 当駅間は支線となり、旅客営業を廃止して貨物支線となる。
- 1895年（明治28年）4月1日：線路名称制定。東海道線の所属となる。
- 1898年（明治31年）8月1日：当駅 - 大津間の旅客営業再開。
- 1909年（明治42年）10月12日：線路名称改定。当駅を含む新橋 - 神戸間が東海道本線、当駅 - 大津間が大津線となる。
- 1913年（大正2年）
  - 3月1日：大津線の旅客営業が廃止され東海道本線に編入、貨物支線となる。
  - 6月1日：大津駅（2代目）に改称。同時に大津駅（初代）は浜大津駅に改称されている。
- 1921年（大正10年）8月1日：鉄道省東海道本線・奈良線ルート変更により次のように変更[5]。
  - 東海道本線当駅 - 稲荷間廃止。
  - 大津駅（2代目）を馬場駅（ばばえき[6]、2代目）に改称。旅客営業を廃止し貨物駅となる。
  - 馬場 - 京都間の新線上に大津駅（3代目、現駅）を開業。旅客・手荷物・小荷物に限り取り扱う。
- 1934年（昭和9年）9月15日：膳所駅に改称して旅客営業再開。
- 1947年（昭和22年）1月25日：当駅 - 浜大津間の貨物支線の設備を共用する形で、江若鉄道が当駅に乗り入れ開始。
- 1965年（昭和40年）7月10日：江若鉄道の乗り入れ廃止。
- 1968年（昭和43年）6月27日：同駅構内にて貨物列車同士の衝突事故が発生する。
- 1969年（昭和44年）11月1日：当駅- 浜大津間の貨物支線廃止。
- 1970年（昭和45年）3月9日：草津駅 - 京都駅間の複々線化完成に伴い、ホームを増設し、1面2線を2面4線に拡張。
- 1987年（昭和62年）4月1日：国鉄分割民営化により、西日本旅客鉄道（JR西日本）・日本貨物鉄道（JR貨物）の駅となる[4]。
- 1988年（昭和63年）3月13日：路線愛称の制定により、「琵琶湖線」の愛称を使用開始。
- 1998年（平成10年）3月7日：自動改札機を設置し、供用開始[7]。
- 2002年（平成14年）7月29日：JR京都・神戸線運行管理システム導入[8]。
- 2003年（平成15年）11月1日：ICカード「ICOCA」の利用が可能となる。
- 2005年（平成17年）3月1日：貨物列車の設定が無くなる。
- 2007年（平成19年）3月18日：駅自動放送を更新。
- 2013年（平成25年）3月27日：膳所駅周辺整備事業安全祈願祭が行われる[9]。
- 2015年（平成27年）
  - 3月12日：入線警告音の見直しに伴い、接近メロディ導入[10]。
  - 10月3日：エレベーター、エスカレーターが使用を開始。
- 2017年（平成29年）
  - 3月18日：草津側の階段の工事が完了し使用を開始。これにより、京都側の階段は使用停止。
  - 6月24日：橋上駅舎および南北自由通路が使用を開始[11]。南口開設。
- 2018年（平成30年）3月17日：駅ナンバリングが導入され、使用を開始する。
- 2020年（令和2年）
  - 6月26日：みどりの窓口の営業を終了[12]。
  - 6月27日：みどりの券売機プラスを導入[12]。
  - 12月1日：株式会社JR西日本交通サービスによる業務委託駅となる。

#### 橋上駅舎化
2012年から2018年にかけて駅舎の橋上化と周辺整備が行われている。新駅舎は鉄骨造り985平方メートルで、膳所城の多聞やぐらをモチーフにしたデザインとなる。この結果、現在の北側（琵琶湖側）にしかない駅への出入り口が、北側南側（国道1号側）両方に出来る。モノトーン調の壁面として琵琶湖に映る水城を表現する構想である。合わせて、貨物待避線の撤去、南北駅前広場の拡張、京阪の駅との連絡、バリアフリー工事などが行われ、南北85メートル・幅6メートルの自由通路も設けられる。2015年10月3日にエレベーターとエスカレーターのみ稼働した。その後も工事が進められ、2017年6月24日に橋上駅舎が全面的に使用開始となり、同時に南口も開設された。これにより、旧駅舎はすべて解体された。

### 京阪電気鉄道
開業時は車庫と電車用変電所が併設されていた。車庫は錦織車庫完成時に移設、現在のホームより東に約200 mの位置にあったとされる。変電所も1991年までは存在したが2000年には廃止された事が確認された事から、大津線の1500 V昇圧時に廃止されたと推定される。
- 1913年（大正2年）3月1日：大津電車軌道大津（現・びわ湖浜大津駅） - 膳所（現・膳所本町駅）間開通と同時に、馬場駅（ばんばえき）として開業（開業当時は馬場駅構内と馬場駅前という二つのホームがあった）。

当時のパンフレットによると馬場駅（現・膳所駅）が大津駅を称していた頃「大津駅前」と称していた時期がある(その後、国鉄の駅が「馬場駅」に戻ったのに伴い、大津電軌も「馬場駅」に戻った)。1916年(大正5年)に大津電車軌道が発行した「大津電車遊覧案内」にも「大津駅前(大津駅)」の名前を見ることができる。

#### 年表
- 1927年（昭和2年）1月21日：会社合併により琵琶湖鉄道汽船の停留場となる。
- 1929年（昭和4年）4月11日：会社合併により京阪電気鉄道石山坂本線の停留場となる。
- 1937年（昭和12年）8月20日：膳所駅前駅（ぜぜえきまええき）に改称。
- 1943年（昭和18年）10月1日：会社合併により京阪神急行電鉄（現・阪急電鉄）の停留場となる。
- 1949年（昭和24年）12月1日：会社分離により、改めて京阪電気鉄道の停留場となる。
- 1953年（昭和28年）4月1日：京阪膳所駅（けいはんぜぜえき）に改称。
- 2008年（平成20年）3月：下りホームに車イス用スロープを設置。
- 2017年（平成29年）7月：駅入口看板などのサインシステムを京阪線と同一のものに更新。
- 2018年（平成30年）3月末：ホームの位置を移設、自動改札機3機新設、足下灯の設置などの改良工事が竣工[17]。

## 駅構造

### JR西日本（膳所駅）

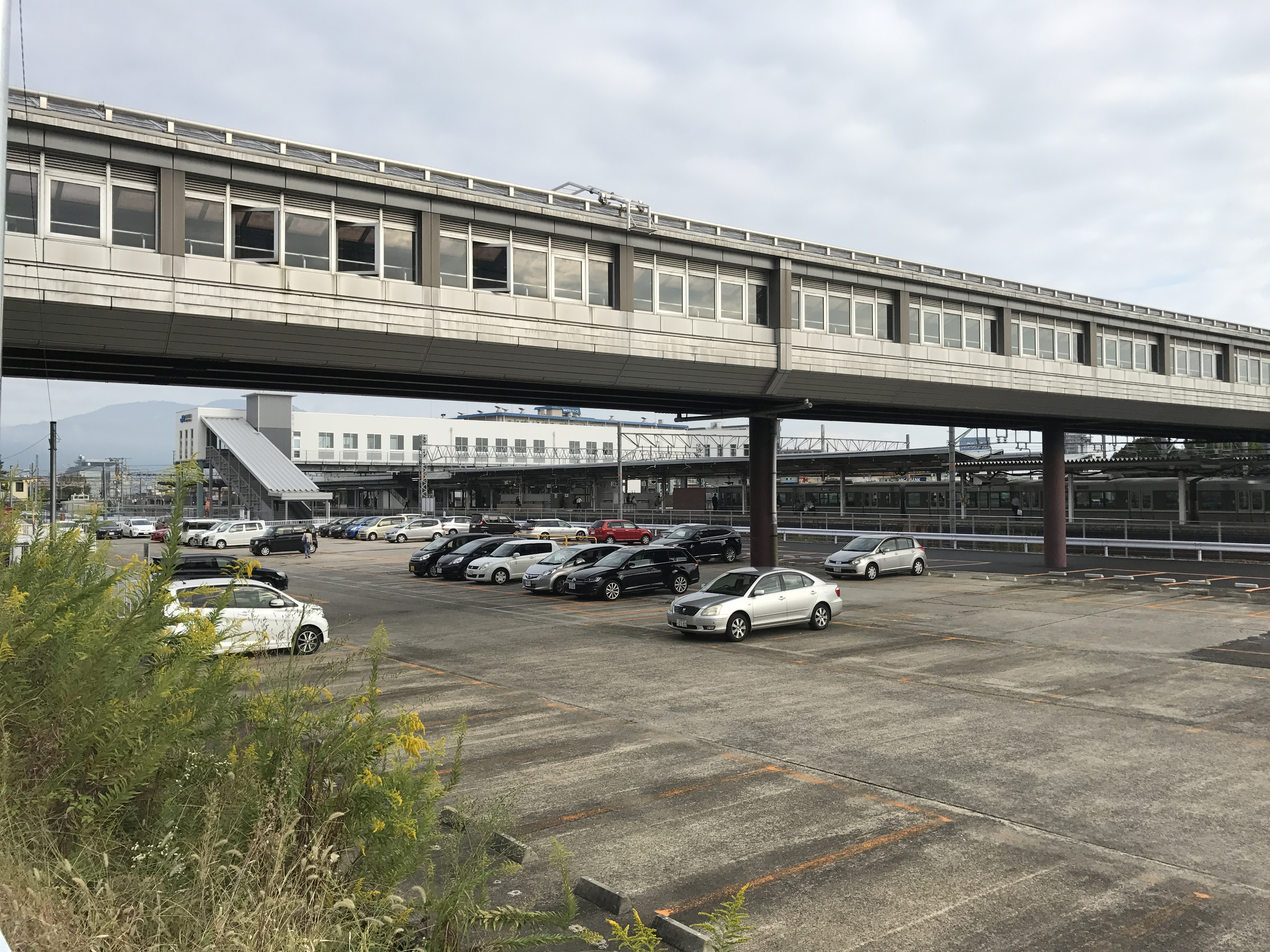
全景（2017年10月）
画像の手前を横切るのは膳所駅前歩道橋、奥に駅舎が写っている

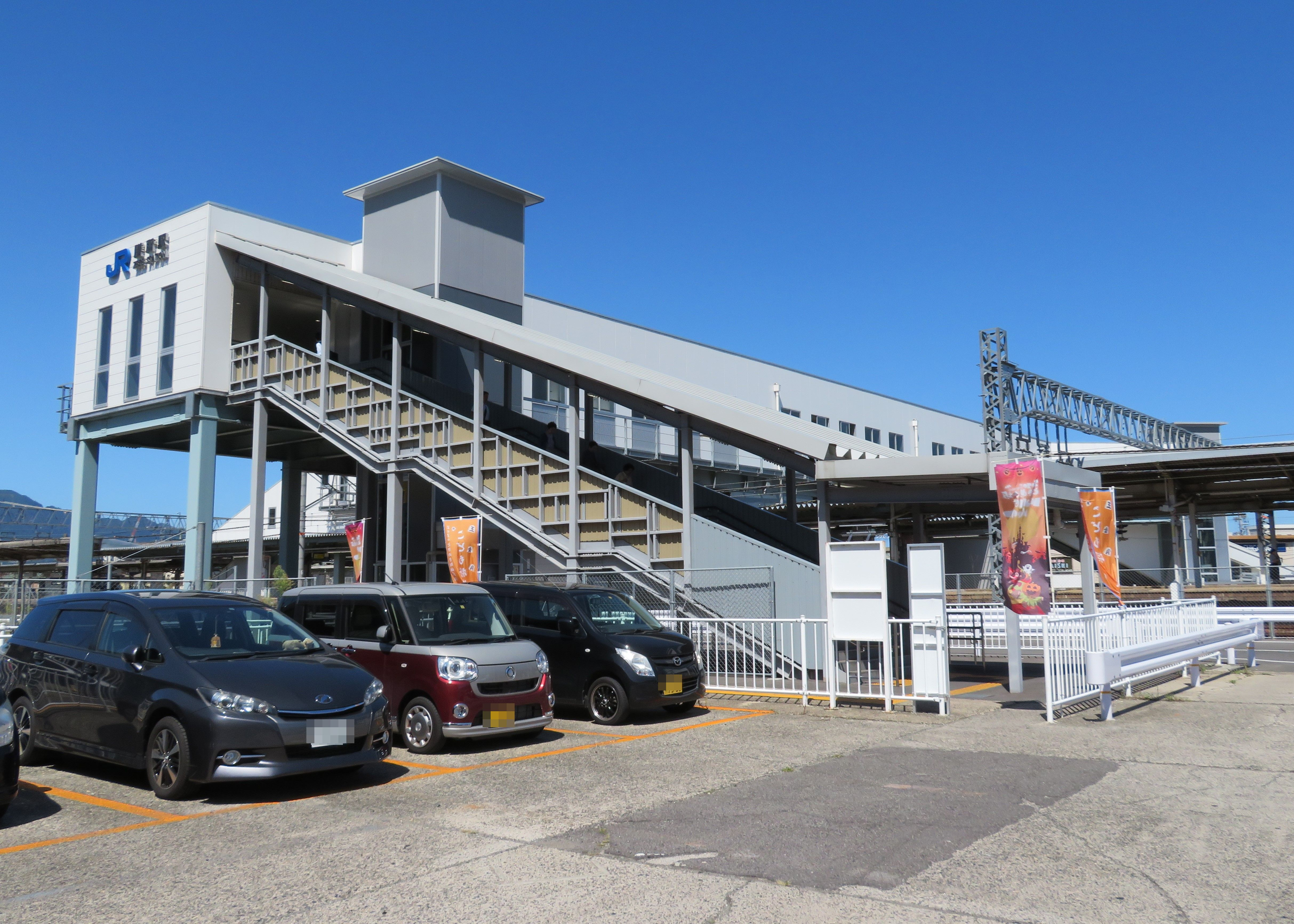
南口（2019年9月）

方向別複々線区間内にあり、現在は12両編成対応の島式ホームが上り・下りの各内側線・外側線間にそれぞれ1面の合計2面4線と、上下待避線の6線を持つ地上駅で、橋上駅舎を有している。隣の大津駅までの距離は1.7 kmと琵琶湖線では最短である。かつては機関区があったため、今でも構内は広い。
株式会社JR西日本交通サービスによる業務委託駅（大津駅の被管理駅）であり、かつICOCA利用エリア内に含まれている。

### のりば
| のりば | 路線     | 方向 | 線路   | 行先           | 備考                                  |
| ------ | -------- | ---- | ------ | -------------- | ------------------------------------- |
| 1      | 琵琶湖線 | 上り | 外側線 | 草津・米原方面 | 平常時は 草津線直通（貴生川方面）のみ |
| 2      | 琵琶湖線 | 上り | 内側線 | 草津・米原方面 |                                       |
| 3      | 琵琶湖線 | 下り | 内側線 | 京都・大阪方面 |                                       |
| 4      | 琵琶湖線 | 下り | 外側線 | 京都・大阪方面 | 一部の列車のみ                        |

- 上表の路線名は旅客案内上の名称（愛称）で記載している。

運転取り扱い上の呼称
- 1番線（ホームなし、下り外側待避線）
- 2番線（1番のりば、下り外側線本線）
- 3番線（2番のりば、下り内側線）
- 4番線（3番のりば、上り内側線）
- 5番線（4番のりば、上り外側線本線）
- 6番線（ホームなし、上り外側待避線）

付記事項
- 普通列車のみ停車し、基本的に2番のりばと3番のりばを使用している。なお、草津線直通列車は下りの一部を除いて外側線を走るため、1番・4番のりばを使用する。
- 駅東側で下り内側→外側、上り外側→内側への転線はできるが、上下線間を転線することはできない。
- 待避線を有するため、場内信号機・出発信号機を持つ。
- 内側線・外側線ともに通過列車が存在するが、毎年8月のびわ湖大花火大会開催日のみ新快速の一部が臨時停車する。

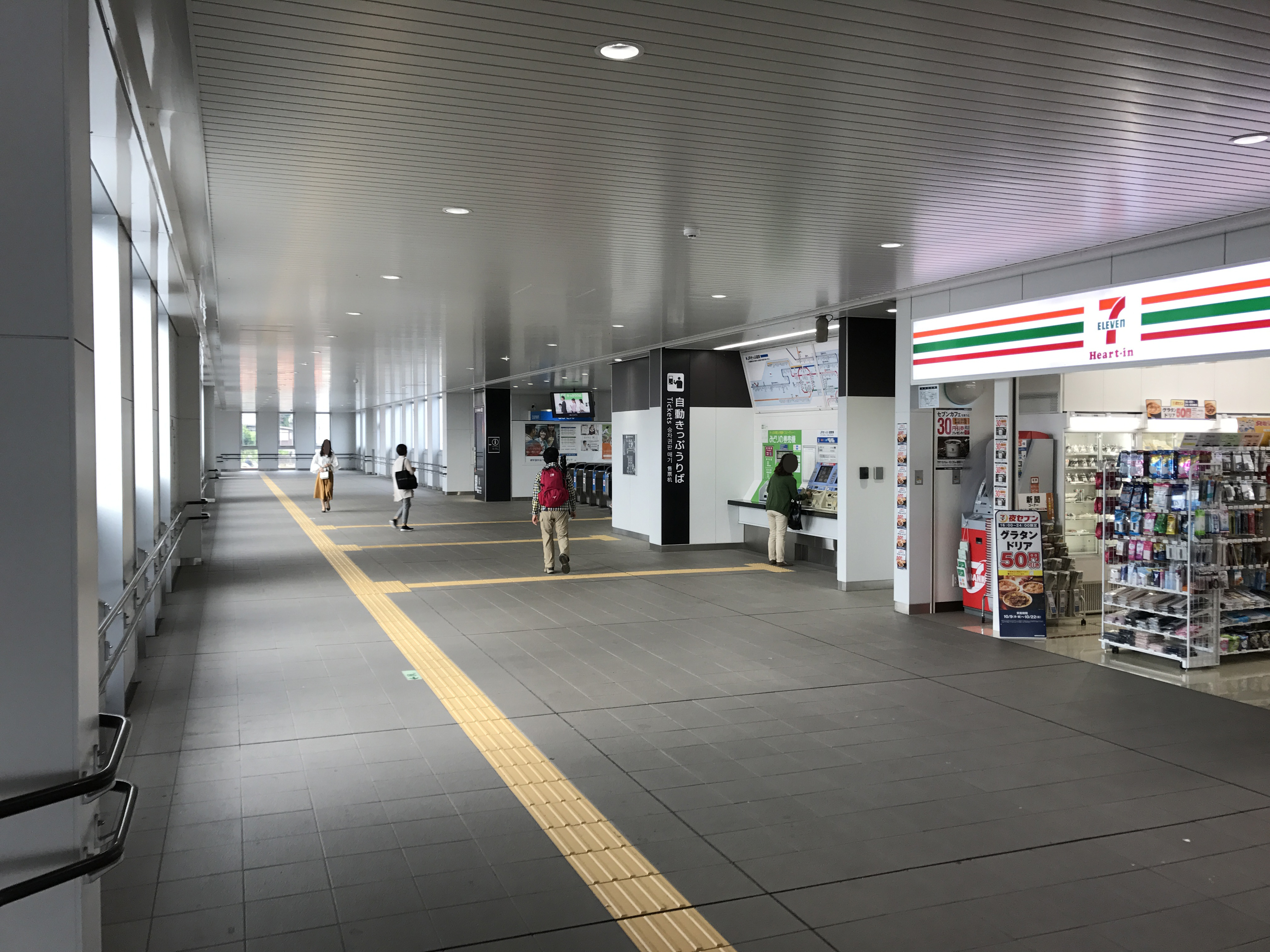
自由通路（2017年10月）
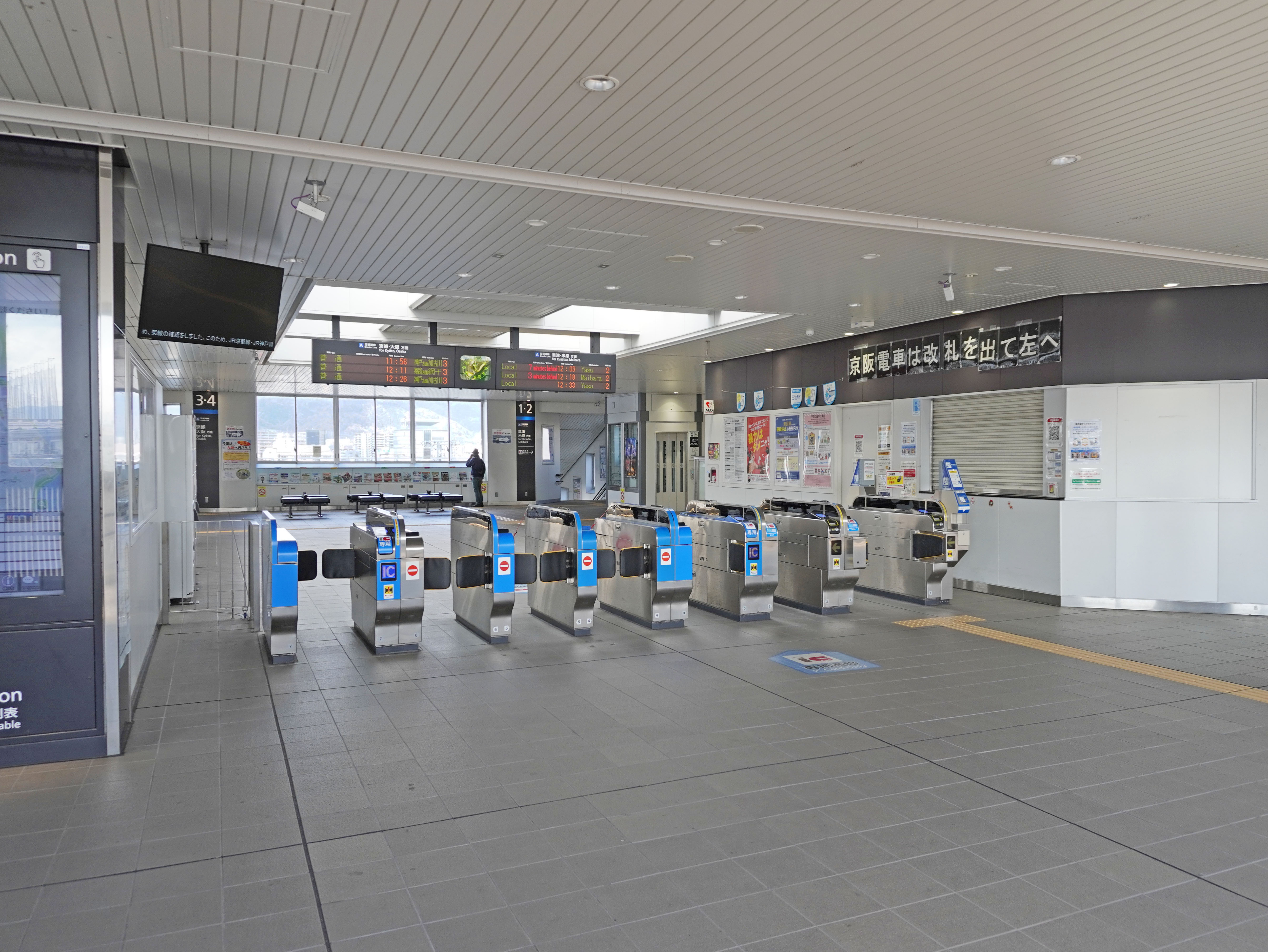
改札口（2022年12月）
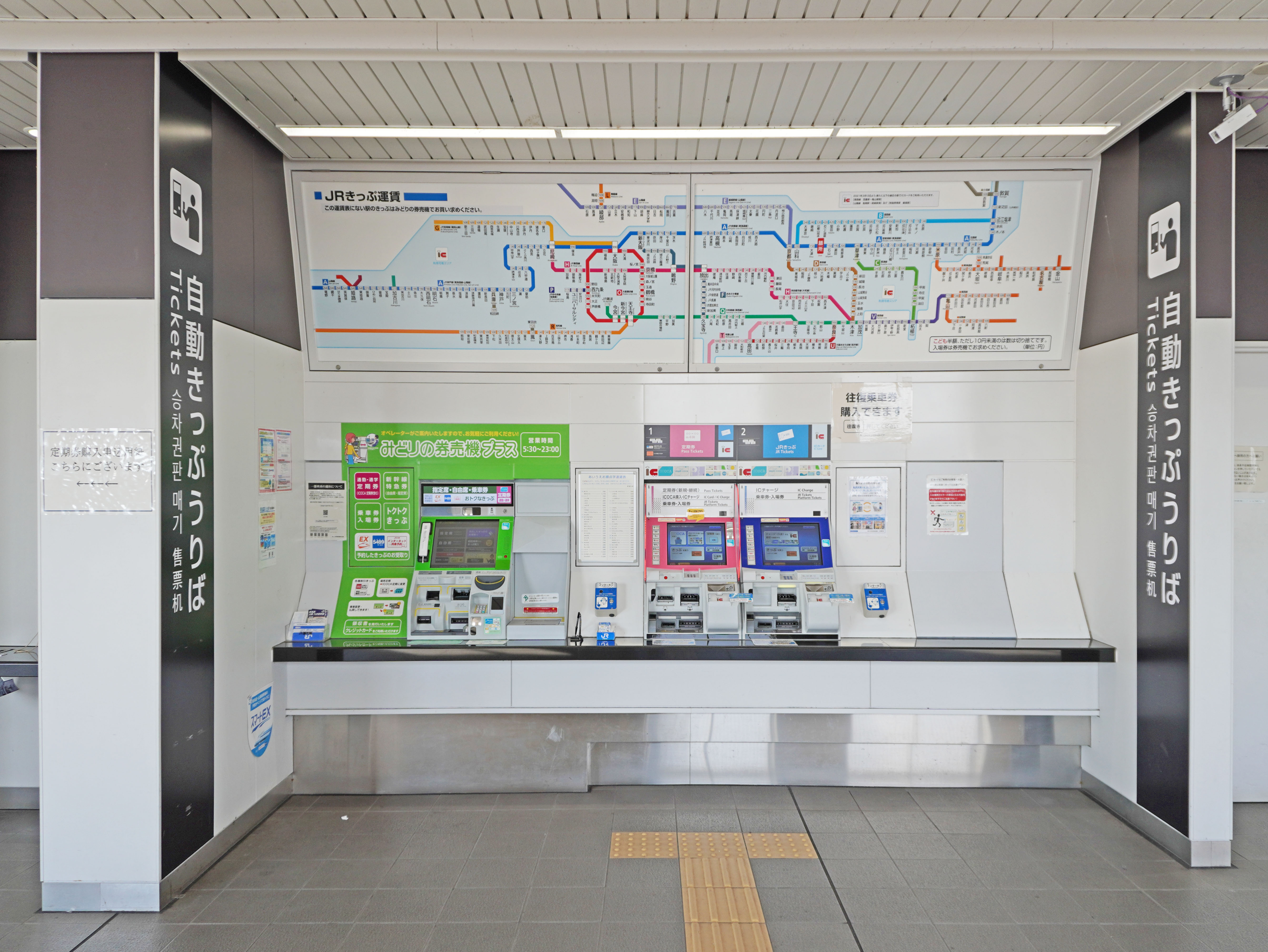
切符売り場（2022年12月）
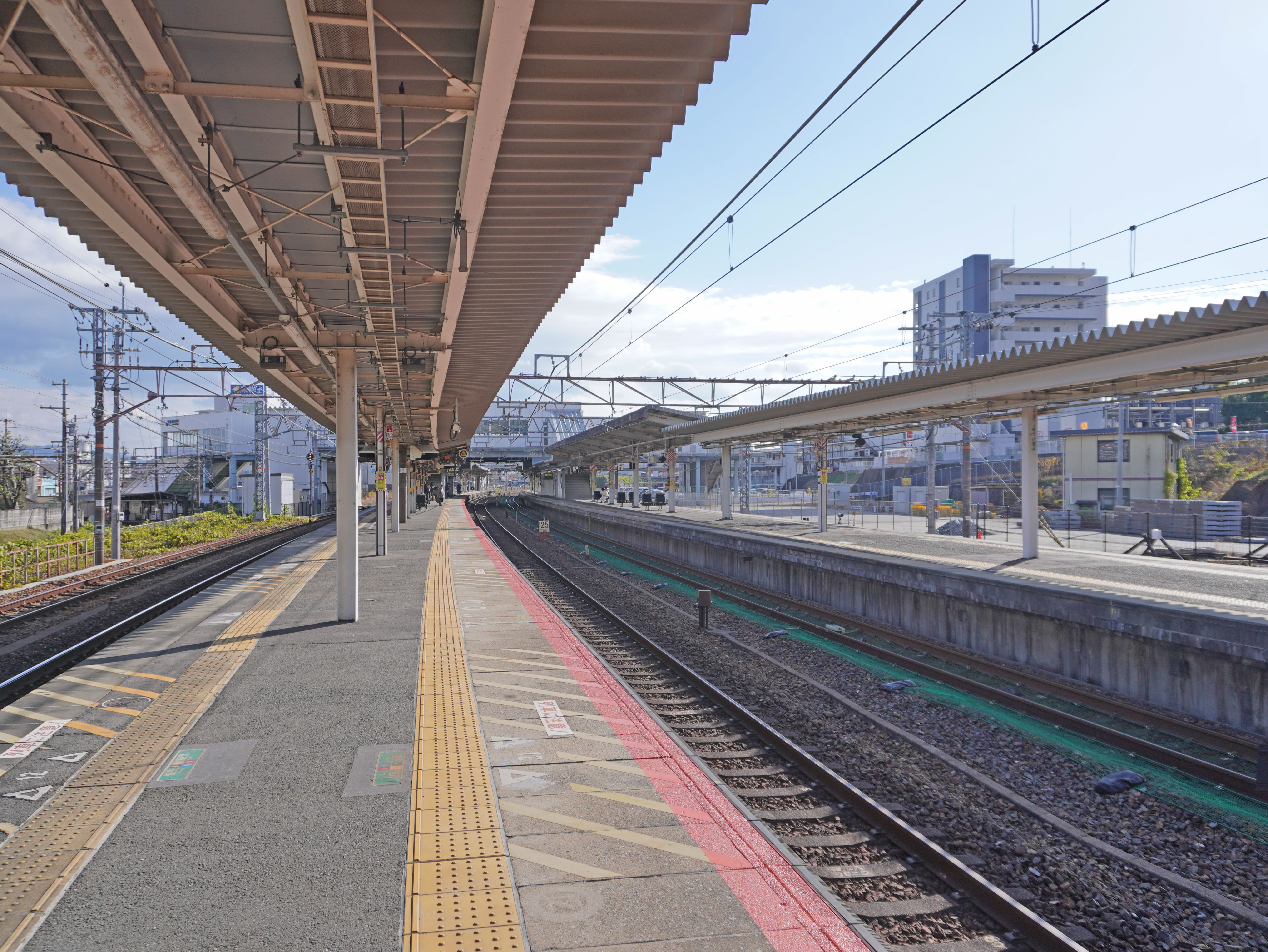
ホーム（2022年12月）

#### ダイヤ
日中時間帯は普通列車（大阪方面行きは高槻駅から快速）が1時間に4本停車する。朝夕のラッシュ時は草津線へ直通する普通も運行されるため、本数がやや多くなる（夕方はラッシュ前から草津線に直通する列車の設定がある）。

#### 貨物の取り扱い
2005年まで専用線発着の車扱貨物を取り扱っており、貨物列車の設定があった。現在は臨時車扱貨物のみを取り扱っており、貨物列車の発着は無い。
かつては6番線の外側に並走し、駅西側にある太平洋セメント大津サービスステーションの貨車用セメント荷役設備へ続く専用線があった。そのため、2005年2月28日まで東藤原駅 - 当駅間でセメント輸送貨物列車が運行されていた。

### 京阪電気鉄道（京阪膳所駅）
相対式ホーム2面2線をもつ地上駅。駅舎は坂本方面行ホームの石山寺寄りにあり、反対側の石山寺方面行ホームへは構内踏切で連絡している。ホームはカーブ上にあるので乗降時には足元への注意が必要だったが、2018年3月にホームの位置を移動してカーブを緩やかに改良され、スロープの勾配も緩やかになり、PiTaPa（ICOCA）対応の自動改札機が設置された。
早朝と深夜は無人となる。

#### のりば
| ホーム | 路線        | 方向 | 行先                           |
| ------ | ----------- | ---- | ------------------------------ |
| 駅舎側 | ▼石山坂本線 | 下り | びわ湖浜大津・坂本比叡山口方面 |
| 反対側 | ▼石山坂本線 | 上り | 石山寺方面                     |

- ホーム有効長は2両。のりば番号は設定されていない。

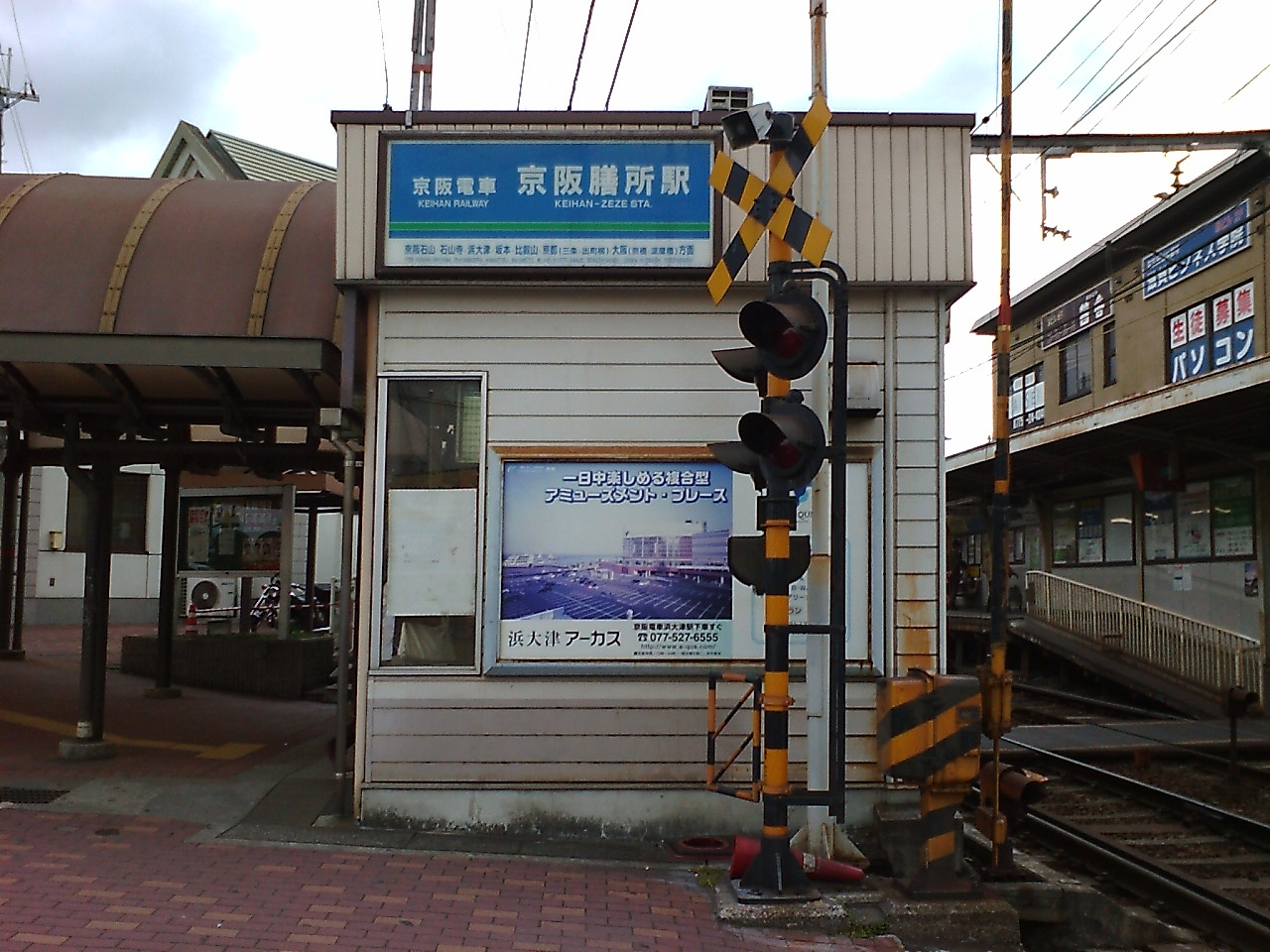
駅舎側面（2007年4月）
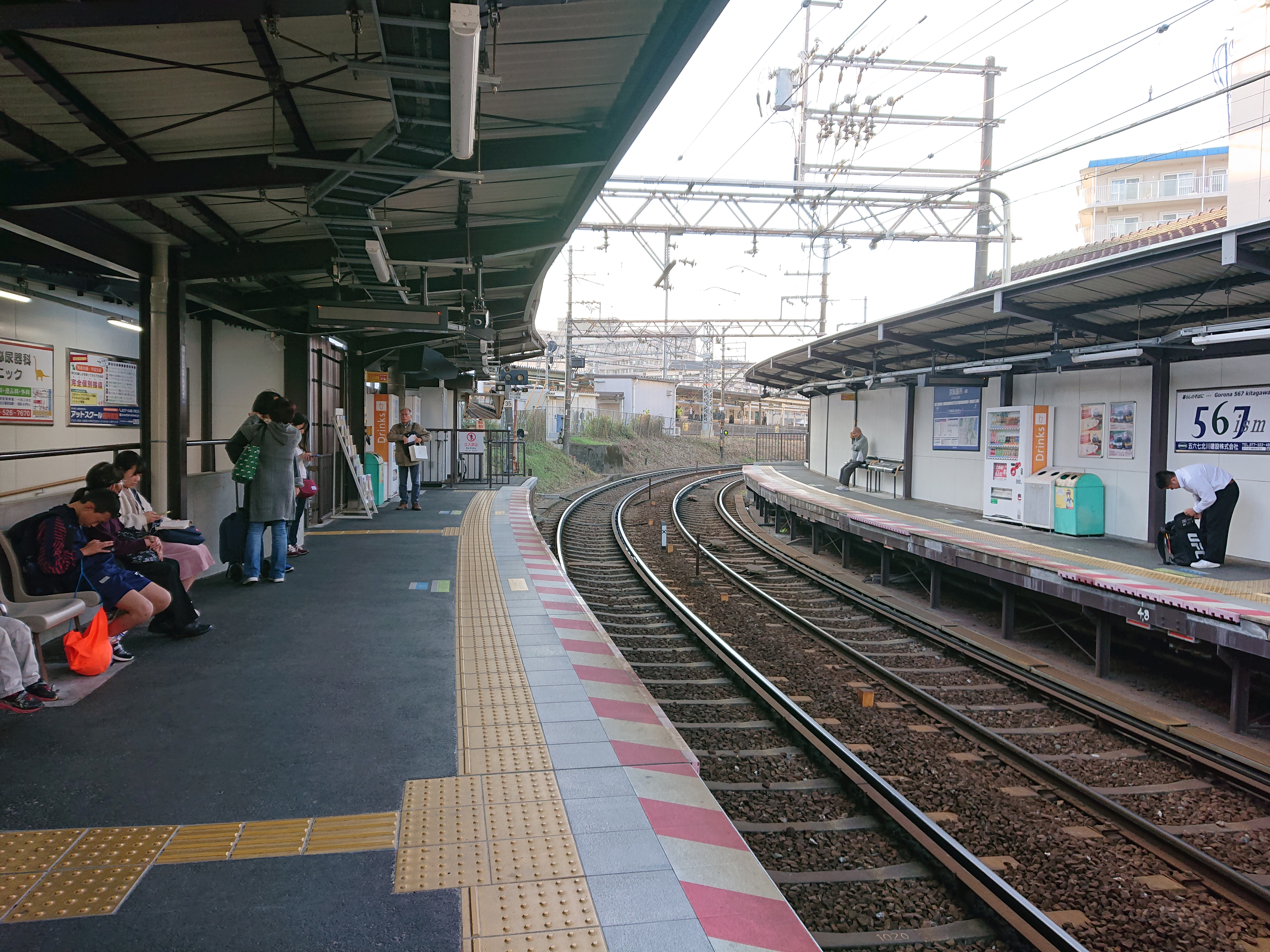
ホーム（2019年11月、ホーム移設後）
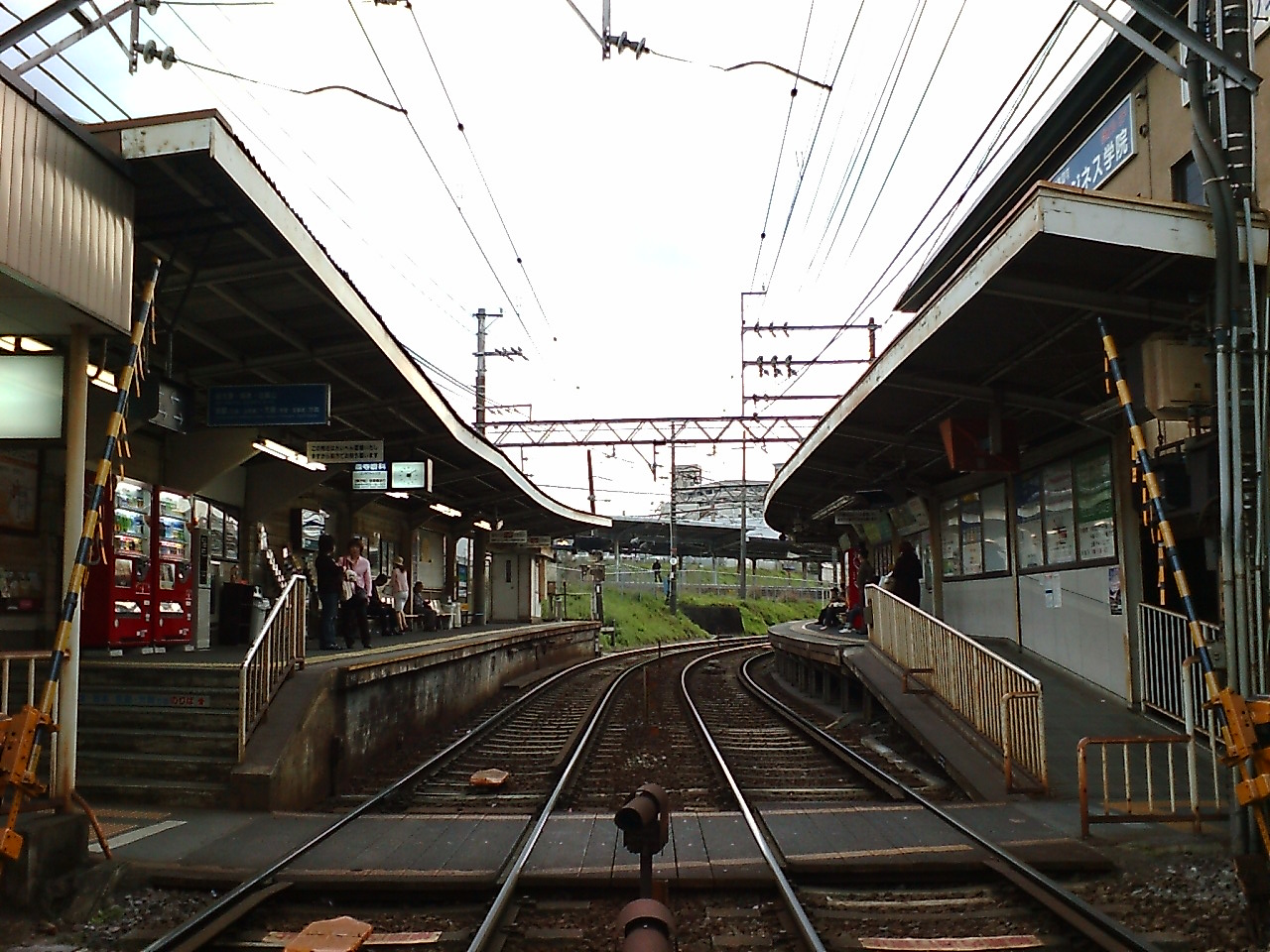
駅舎側から見た駅構内。奥にあるのは琵琶湖線（2007年4月、踏切より撮影）
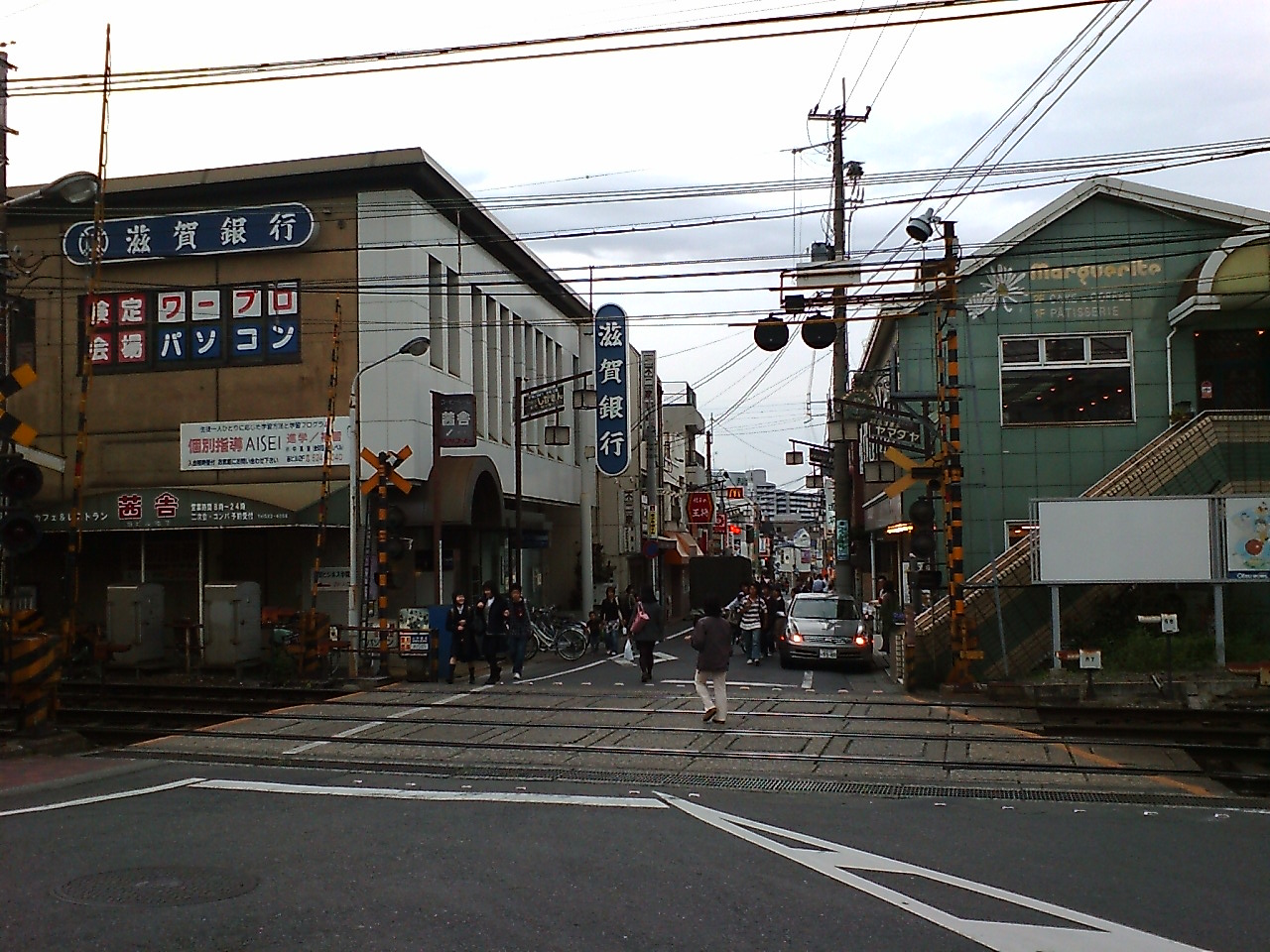
駅前風景（2007年4月、滋賀県道102号線（湖岸道路）方面）
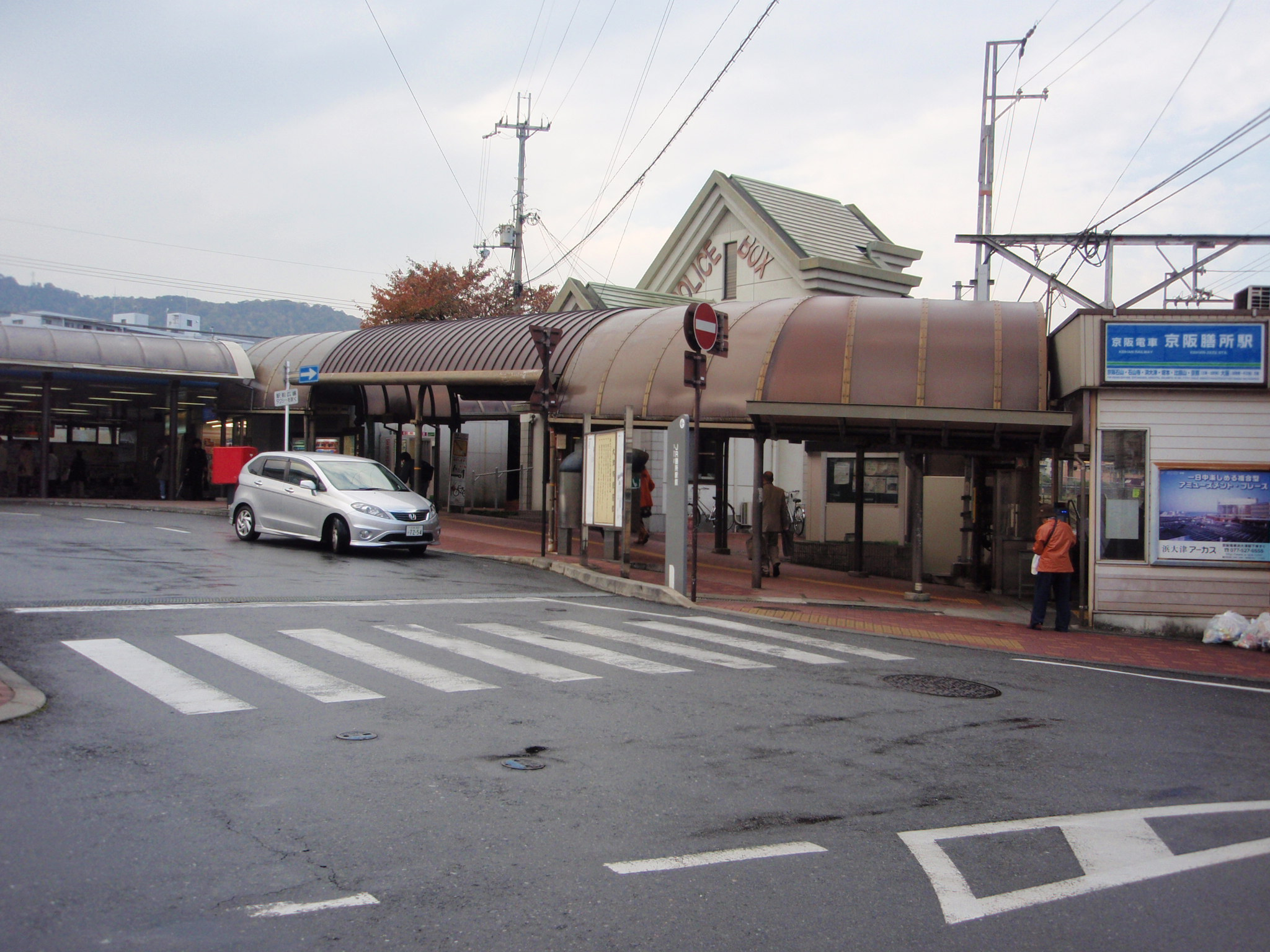
駅前風景（2007年4月）
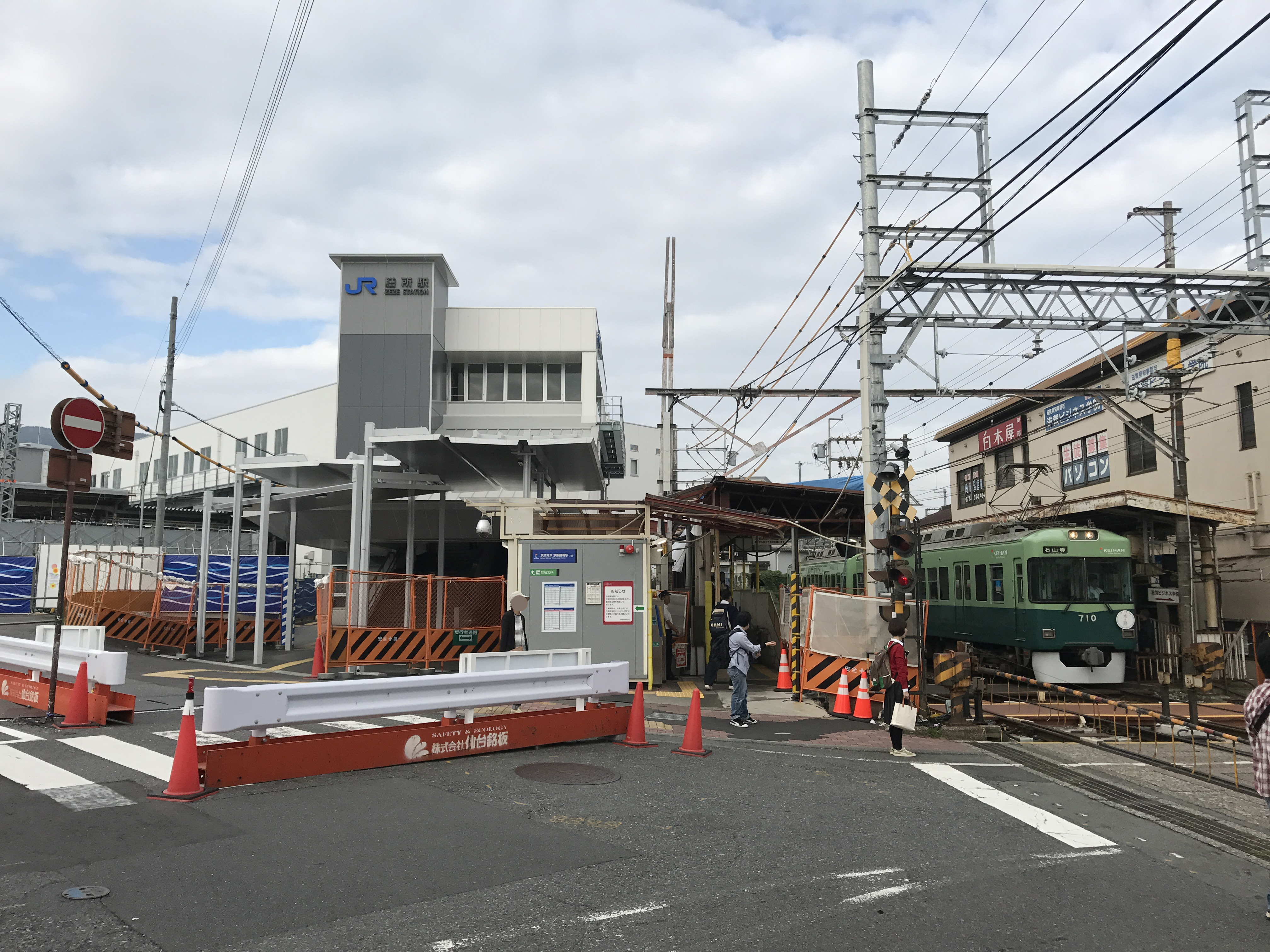
橋上化された後の様子（2017年10月）

## 利用状況
- JR西日本 - 移動等円滑化取組報告書によれば、2023年度の1日当たりの利用者数は24,120人[統計 1]。
- 京阪電気鉄道 - 2023年度の乗降人員は5,823人。

「滋賀県統計書」によると、近年の1日平均乗車人員推移は下表のとおりである。
| 年度               | 1日平均 乗車人員 | 出典        |
| ------------------ | ---------------- | ----------- |
| 1992年（平成04年） | 11,930           | [ 統計 2 ]  |
| 1993年（平成05年） | 11,983           | [ 統計 3 ]  |
| 1994年（平成06年） | 11,800           | [ 統計 4 ]  |
| 1995年（平成07年） | 11,942           | [ 統計 5 ]  |
| 1996年（平成08年） | 12,900           | [ 統計 6 ]  |
| 1997年（平成09年） | 13,171           | [ 統計 7 ]  |
| 1998年（平成10年） | 13,253           | [ 統計 8 ]  |
| 1999年（平成11年） | 12,859           | [ 統計 9 ]  |
| 2000年（平成12年） | 12,688           | [ 統計 10 ] |
| 2001年（平成13年） | 12,539           | [ 統計 11 ] |
| 2002年（平成14年） | 12,415           | [ 統計 12 ] |
| 2003年（平成15年） | 12,473           | [ 統計 13 ] |
| 2004年（平成16年） | 12,640           | [ 統計 14 ] |
| 2005年（平成17年） | 12,531           | [ 統計 15 ] |
| 2006年（平成18年） | 12,547           | [ 統計 16 ] |
| 2007年（平成19年） | 12,569           | [ 統計 17 ] |
| 2008年（平成20年） | 12,841           | [ 統計 18 ] |
| 2009年（平成21年） | 12,658           | [ 統計 19 ] |
| 2010年（平成22年） | 12,642           | [ 統計 20 ] |
| 2011年（平成23年） | 12,655           | [ 統計 21 ] |
| 2012年（平成24年） | 12,977           | [ 統計 22 ] |
| 2013年（平成25年） | 13,075           | [ 統計 23 ] |
| 2014年（平成26年） | 12,623           | [ 統計 24 ] |
| 2015年（平成27年） | 12,861           | [ 統計 25 ] |
| 2016年（平成28年） | 12,763           | [ 統計 26 ] |
| 2017年（平成29年） | 12,759           | [ 統計 27 ] |
| 2018年（平成30年） | 12,901           | [ 統計 28 ] |
| 2019年（令和元年） | 12,915           | [ 統計 29 ] |
| 2020年（令和02年） | 10,516           | [ 統計 30 ] |
| 2021年（令和03年） | 10,807           | [ 統計 31 ] |
| 2022年（令和04年） | 11,526           | [ 統計 32 ] |

## 駅周辺
表玄関は北口で昔ながらの商店街が形成されている。再開発が進んでいないため、狭い道路が多い。南口は線路に並走する形で国道1号が通っており、その道路沿いにロードサイド型店舗が並ぶ。
北口
- 大津警察署膳所駅前交番
- 膳所駅前商店街
- 大津膳所駅前郵便局
- ときめき坂
- 滋賀銀行膳所駅前支店
- 滋賀県立大津高等学校
- 大津市立平野小学校
- カトリック大津教会
- 聖母幼稚園
- 大津板紙本社・工場
- 義仲寺
- Oh!Me大津テラス
- 東海道
- 滋賀県道102号大津湖岸線

南口
- 国道1号
- 国土交通省滋賀国道事務所
- 竜が丘俳人墓地
- 太平洋セメント
- 膳所シティホール
- 大津市立やまびこ総合支援センター
- 大津市民病院
- 近江会竜が丘保育園
- 滋賀短期大学
- 滋賀短期大学附属幼稚園
- びわ湖放送

付記
- かつては西武大津店（西武大津ショッピングセンター）の最寄り駅の1つでもあったが、同店は2020年8月31日をもって閉店した。同店を舞台とした作品として、「ありがとう西武大津店」（著：宮島未奈）という小説が挙げられる。駅には、成瀬と友人・島崎みゆきのイラストを描いた巨大な看板がある。（後述）

### バス路線
駅北口にはロータリーが設けられているが、駅付近の道幅が狭いためバスの乗り入れは行われていない（タクシーのみ発着）。当駅の南側を通る国道1号の竜が丘交差点付近にバス停が3ヵ所あるため、当項では各停留所に関する情報を記載する。

#### マツダ前
| マツダ前     | マツダ前         | マツダ前                    | マツダ前     |
| 運行事業者   | 系統または路線名 | 行先                        | 備考         |
| ------------ | ---------------- | --------------------------- | ------------ |
| 近江鉄道バス | 鶴の里団地線     | 浜大津                      | [ 注釈 1 ]   |
| 近江鉄道バス | 国道線           | 大津市民病院玄関前 / 石山駅 | 平日のみ運行 |
| 京阪バス     | 11号経路         | 大津市民病院                | 平日のみ運行 |
| 京阪バス     | 14号経路         | 大津駅                      | 平日のみ運行 |

#### 竜ヶ丘
| 竜ヶ丘       | 竜ヶ丘           | 竜ヶ丘                  | 竜ヶ丘     |
| 運行事業者   | 系統または路線名 | 行先                    | 備考       |
| ------------ | ---------------- | ----------------------- | ---------- |
| 近江鉄道バス | 鶴の里団地線     | 浜大津 / 花屋敷池の里南 | [ 注釈 2 ] |

#### 国道膳所
| 国道膳所     | 国道膳所         | 国道膳所                    | 国道膳所     |
| 運行事業者   | 系統または路線名 | 行先                        | 備考         |
| ------------ | ---------------- | --------------------------- | ------------ |
| 近江鉄道バス | 国道線           | 大津市民病院玄関前 / 石山駅 | 平日のみ運行 |
| 京阪バス     | 11号経路         | 大津市民病院                | 平日のみ運行 |
| 京阪バス     | 14号経路         | 大津駅                      | 平日のみ運行 |

付記事項
かつては国道1号を経由する長距離路線の運行があった。下記の2路線がその例に該当する。
- 滋賀交通
  - 水口町役場前 - 浜大津 / 京都駅八条口

特急系統（名神高速道路経由）を除く。
- 帝産湖南交通
  - 信楽 - 三条大橋（三条京阪）

信楽は「信楽営業所」のことを指す（後に「信楽案内所」へ改称）。

## その他
- 2010年6月18日に放送した『探偵!ナイトスクープ』（朝日放送〈現・朝日放送テレビ〉）で「膳所の絶叫駅員を捜せ！」という題[注釈 3]で「約30年前（1970年代後半 - 1980年頃）に当駅に勤めていた駅員（「ぜぜ！」を連呼しながら絶叫する駅員）を捜してほしい」という依頼があり、依頼者が竹山隆範とともにその駅員を捜す企画が放送された[28][29]。
- 当駅は宮島未奈の著書、『成瀬は天下を取りにいく』や『成瀬は信じた道をいく』（総称・成瀬シリーズ）の主人公、成瀬あかりの自宅の最寄り駅として同作品に登場する[30][31]。当駅自由通路には成瀬シリーズに登場する成瀬あかりと島崎みゆきに（旅客船の）ミシガンを描いた壁面看板が2024年4月1日に設置された[30][32]。この看板には「世界から膳所へ︕」というキャッチコピーがあるが、これは同シリーズの作中で登場する「膳所から世界へ︕」という名セリフを模したものである[30][32]。

## 隣の駅
西日本旅客鉄道（JR西日本）
 琵琶湖線（東海道本線）
■新快速
通過
■普通（京都駅または高槻駅以西は快速となる列車を含む）
石山駅 (JR-A27) - 膳所駅 (JR-A28) - 大津駅 (JR-A29)
京阪電気鉄道
▼石山坂本線
錦駅 (OT08) - 京阪膳所駅 (OT09) - 石場駅 (OT10)

### かつて存在した路線
鉄道省
東海道本線（旧線）
馬場駅 - 大谷駅　
日本国有鉄道
東海道本線（貨物支線・浜大津線）
膳所駅 - （石場駅） - （紺屋関駅） - 浜大津駅
※旧・大津線。（）は大津線時代の駅。

### 記事本文